# Schlacht bei Le Mans
Weißenburg – Spichern – Wörth – Colombey – Straßburg – Toul – Mars-la-Tour – Gravelotte – Metz – Beaumont – Noisseville – Sedan – Sceaux – Chevilly – Bellevue – Artenay – Châtillon – Châteaudun – Le Bourget – Coulmiers – Amiens – Beaune-la-Rolande – Villepion – Loigny und Poupry – Orléans – Villiers – Beaugency – Nuits – Hallue – Bapaume – Villersexel – Le Mans – Lisaine – Saint-Quentin – Buzenval – Paris – Belfort
Die Schlacht bei Le Mans (französisch Bataille du Mans genannt) vom 10. bis 12. Januar 1871 zwischen der französischen Armée de la Loire und der 2. Armee des Prinzen Friedrich Karl von Preußen war eine Schlacht des Deutsch-Französischen Krieges und endete mit einem strategisch bedeutenden deutschen Sieg.

## Erster deutscher Vorstoß auf Le Mans, November 1870

Prinz Friedrich Karl von Preußen

Nach der Schlacht bei Coulmiers (9. November 1870) wurde das I. Bayerische Korps durch die Armeegruppe des Großherzogs von Mecklenburg verstärkt. Allerdings wurde im Oberkommando in Versailles davon ausgegangen, dass die Hauptkräfte der Franzosen im Raum Le Mans stehen würden. Ursache dieser Fehleinschätzung war unter anderem ein Gefecht bei Dreux. Daher ging der Großherzog in Richtung Le Mans vor, wobei er aber statt auf französische Linientruppen nur auf Freischärler der Francs-tireurs traf, die seine Bewegungen erheblich behinderten, ohne dass eine Schlacht geschlagen wurde. Die im Gebiet um Le Mans stehenden Linientruppen (XXI. Korps und Einheiten aus der Bretagne) wichen den Kämpfen aus. Die Loirearmee ihrerseits blieb fast den ganzen November über bei Orléans stehen und verbesserte die Ausbildung ihrer Soldaten. Ende November befand sich die Armee-Abteilung des Großherzogs bereits wieder auf dem Weg nach Süden in Richtung auf die Loire. Er traf hier rechtzeitig ein, um an den Kämpfen um Orléans teilnehmen zu können. Das französische XXI. Korps verließ seine Stellungen bei Le Mans nicht und nahm daher an den Kämpfen an der Loire nicht teil.

## Vormarsch von Orléans nach Vendôme
Nach der Schlacht von Orléans und dem Verlust der Stadt (4. Dezember) wurde die französische Loirearmee unter General de Paladines in zwei Teile aufgespalten und de Paladines seines Kommandos enthoben. Aus den beiden Teilen bildeten sich die Armée de l’Est unter Bourbaki und die sogenannte zweite Loirearmee unter Chanzy. Obwohl die Preußen nach eigenen Angaben unmittelbar nach der Eroberung von Orléans mit der Verfolgung begannen konnte sich die Loirearmee recht geordnet in Richtung auf Le Mans zurückziehen und verwickelte die Preußen dabei in eine Reihe von Rückzugsgefechten. So kam es am 7. Dezember zu ersten Treffen bei Meung bzw. Nevoy bei Gien. Am 8. Dezember gingen die Franzosen in der Schlacht bei Beaugency sogar zu einem begrenzten Gegenangriff über, mussten aber ihre Stellungen letztlich räumen, als das IX. Korps unter von Manstein ihnen den Rückzug abzuschneiden drohte. Bei Beaugency hatten sich die Korps aus Orléans mit den jetzt aus Le Mans vorrückenden Truppen vereinigt, sodass eine Einheit von wiederum über 100.000 Mann entstanden war. Da zu diesem Zeitpunkt Tauwetter mit starkem Regen einsetzte, waren größere Bewegungen nur schwer möglich. Diese Phase wurde von den Deutschen auch zur Umorganisation ihrer Einheiten genutzt. Die Armee des Großherzogs von Mecklenburg verfolgte die Franzosen allerdings weiter und nahm am 13. Dezember Blois und nach weiteren kleineren Gefechten auf dem Weg schließlich am 17. Dezember kampflos Vendôme ein. Dabei wurden bereits viele Gefangene gemacht, besonders unter den Freischärlern. Hier endete vorläufig der weitere Vormarsch, da das Risiko eines weiteren schnellen Vormarsches mit den bereits stark dezimierten und erschöpften eigenen Truppen nicht eingegangen werden sollte.
Bis Ende Dezember gehörte das 1. Bayerische Korps unter von der Tann zur Armeeabteilung des Großherzogs. Dieses Korps ging aber nach drei Monaten ununterbrochenen Kampfeinsatzes zur Belagerungsarmee von Paris ab.

## Aufmarsch zur Schlacht

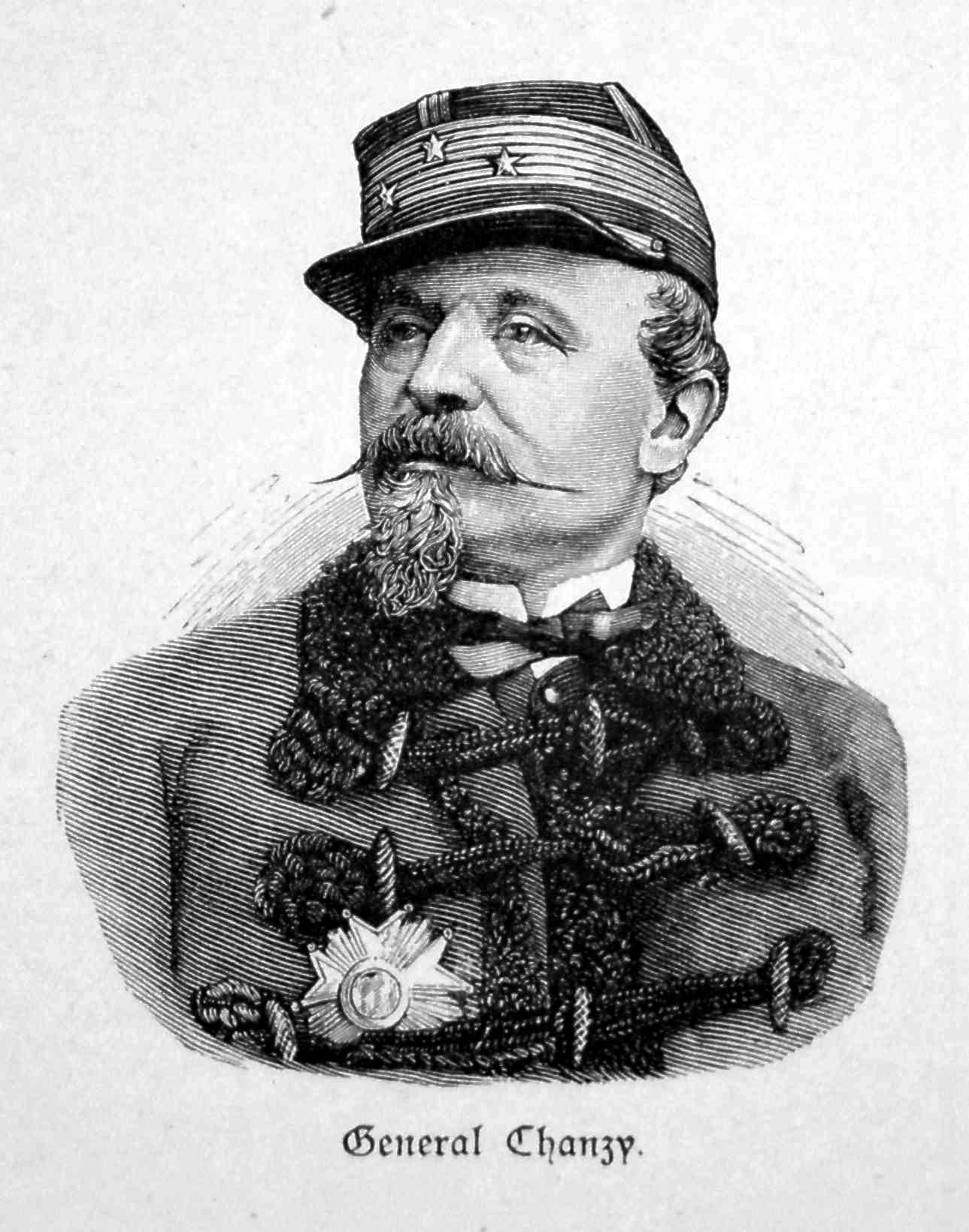
General Antoine Chanzy

Ende Dezember versammelten sich bei Le Mans unter General Chanzy insgesamt 150.000 französische Soldaten. Diese wurden weiter ausgebildet und ausgerüstet. Die Ausrüstung der Infanterie war uneinheitlich und oft veraltet, sie bestand teilweise aus Vorderladergewehren. Ziel war es, als Teil eines koordinierten Angriffes auf Paris vorzustoßen.
Kern dieser Loirearmee waren das XVI. (Vizeadmiral Jean Bernard Jauréguiberry), das XVII. (General Louis de Colomb) und das XXI. Korps (Captain Benjamin Jaurès). Dazu stießen einzelne Einheiten aus den anderen Korps der ersten Loirearmee. Die Armee erhielt in den nächsten Wochen noch erheblichen Zulauf an Kriegsfreiwilligen. Von den insgesamt 150.000 Soldaten Anfang Januar war ein Drittel ohne jegliche Kampferfahrung, das XXI. Korps hatte nur mit Teilen an den Kämpfen um Orléans und bei Beaugency teilgenommen.
Bevor die Reorganisation der Loirearmee abgeschlossen werden konnte, planten die Preußen ab dem 1. Januar 1871 ihren Vormarsch auf Le Mans, um die 2. Loirearmee zu zerschlagen. Hierzu wurde bis zum 6. Januar die 2. Armee des Prinzen Friedrich Karl von Preußen in und um Vendôme versammelt. Diese bestand Anfang Januar 1871 aus 58.000 Mann Infanterie, 15.000 Mann Kavallerie und 324 Geschützen, gebildet aus dem III. Korps unter von Alvensleben, dem X. Korps unter von Voigts-Rhetz, dem XIII. Korps unter Großherzog Friedrich Franz von Mecklenburg, der 18. Infanterie-Division des IX. Korps (von Manstein) und vier Kavalleriedivisionen (1., 2., 4. und 6.).
Der Vormarsch der 2. Armee war durch das schlechte Wetter mit viel Regen, die dadurch aufgeweichten Wege und eine die Verteidigung begünstigende gebirgige Landschaft erschwert. Der Vormarsch musste daher mit den Korps nebeneinander erfolgen. Die Breite des Vormarsches betrug bis zu 100 km. Im Zentrum waren das III. und das IX. Korps, rechts das XIII. und links das X. Korps, das aus Richtung Tours von Süden her vorstieß. Ziel dieser Aufstellung war auch die Umfassung eines eventuell gestellten Gegners. Durch die große Ausdehnung kam es zu Abstimmungsproblemen zwischen den einzelnen Korps. Der Vormarsch erreichte am 7. Januar Sargé-sur-Braye und am 9. Januar Ardenay-sur-Mérize. Erst unmittelbar vor Le Mans kam es vor dem Fluss Huisne zum Zusammentreffen mit den französischen Korps.

## Schlachtverlauf

### 10. Januar

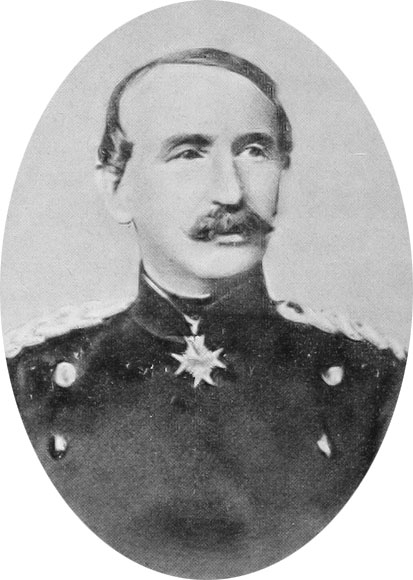
Constantin von Alvensleben, Generalkommando III. Armee-Korps

Das an der Spitze auf Le Mans marschierende III. Armeekorps (von Alvensleben) stand vorerst auf einer Front von 8000 Schritten einem überlegenen Gegner alleine gegenüber. Die 5. Division (General von Stülpnagel) des III. Armeekorps war am Morgen des 10. Januar im Vormarsch von Volnay auf Parigne. Die 12. Infanterie-Brigade (Oberst von Bismarck) ging rechts, die 11. Infanterie-Brigade (Generalmajor von Rothmaler) ging links über Rossay auf Les Brosses entlang der großen Chaussee nach Westen vor. Die 9. Infanterie-Brigade (Oberst von Conta) marschierte über Les Chasseries nach Westen und sollte sich vor dem Übergang über die Sarthe bei Changé mit der 11. Brigade vereinigen. Die 10. Infanterie-Brigade (Generalmajor von Schwerin) ging am linken Flügel des III. Armee-Korps voran und sollte der nachfolgenden 19. Division des X. Armee-Korps das Gelände öffnen.
Um 15.00 Uhr traf die 11. Infanterie-Brigade am Gue Perray-Bach auf Vorposten der Division Deplanque des französischen XVI. Korps und erlitt auf der Höhe von Les Gars schwere Verluste. Die 10. Infanterie-Brigade nahm Parigné-l’Évêque unter wirksamem Geschützfeuer ein und erreichte nach dem weiteren Vorgehen zusammen mit der 9. Infanterie-Brigade die Einnahme von Changé (Sarthe). Die rechts nachfolgende 12. Infanterie-Brigade gelangte über Saint-Hubert des Rochers bis vor die Huisne und besetzte mit dem Infanterie-Regiment Nr. 24 das Dorf Champagne und mit dem Infanterie-Regiment Nr. 64 den Ort St. Mars. Die Hochfläche von Anvours war von den Franzosen besetzt. Das III. Armee-Korps hatte an diesem Tag 33 Offiziere und 440 Mann an Verlusten, konnte aber dem Gegner 4500 Gefangene, zwei Fahnen und ein Geschütz abnehmen.
Am nördlichen Abschnitt hatte derweil das XIII. Armee-Korps des Großherzogs von Mecklenburg die Huisne zwischen den Dörfern Montfort und Connerré erreicht, die 22. Division (General von Wittich) war bei Sceaux auf das jenseitige Ufer gewechselt, die 17. Division (General von Tresckow) verblieb vorerst diesseits des Flusses. Dem XIII. Armee-Korps standen hier annähernd 69 Bataillone und 30 Eskadronen des französischen XXI. Korps gegenüber. Die Division Rousseau lag zwischen Montfort und Pont-de-Gesnes, links neben ihr die Division Collin, hinter beiden als Reserve die Division Villeneuve zwischen den Dörfern Savigne-l´Evesque und Goujard. Die vom langen Vormarsch sehr erschöpften deutschen Truppen konnten an diesem Tag gegen die in gut ausgebauten Stellungen liegenden Franzosen (XVII. und XXI. Korps) vorerst keine größeren Geländegewinne mehr erreichen.

### 11. Januar
Am Abend des 10. Januar war das Hauptquartier des Prinzen Friedrich Karl nach dem Schloss von Ardenay vorverlegt worden; zusammen mit dem Generalstabschef der 2. Armee, General von Stiehle, wurde das weitere energische Vorgehen des III. Armee-Korps festgelegt. Am 11. Januar begann um 9 Uhr der Hauptkampf, das X. Armee-Korps (Voigts-Rhetz) stand am linken Flügel noch in Grand Luce. Das IX. Korps (von Manstein) folgte über St. Hubert am rechten Flügel des III. nach und rückte mit der Vorhut der 18. Division in die bis dahin von der 12. Brigade bei Champagne innegehabte Stellung ein. Die ersten Gefechte des Tages wurden zwischen der 12. Infanterie-Brigade (6. Division unter General von Buddenbrock) und der Brigade des Obersts Bell (4. Division der XXI. Korps, Division de Bretagne) geführt. Bis 11 Uhr hatten die Brandenburger Champagne (Eure-et-Loir) erobert und gingen entlang der Bahnlinie in Richtung auf Le Mans vor. Der schwerste Kampf des Tages tobte dabei mit dem französischen XVI. Korps unter Admiral Jauréguiberry um die Gehöfte bei Landiere und Le Tertre. Die südlicher vorgehende 5. Division konnte die verbissen verteidigten französischen Stellungen stürmen und erreichte den Vorort Pontlieue; damit war die Huisne im Südosten der Stadt überschritten. Am südlichen Abschnitt war auch die 20. Division unter Generalleutnant Alexander von Kraatz-Koschlau über Mulsanne herangekommen und griff ebenfalls in die Schlacht ein. Die 36. Brigade des IX. Korps eroberte vom Dorf Champagne heraufgehend die Höhen von Auvours und das oben liegende Dorf Villers, dabei waren die Infanterie-Regimenter Nr. 11, 64 und 85 eingesetzt worden. Am frühen Abend gab General Chanzy den Befehl zum Rückzug vom Huisne-Abschnitt. Der linke Flügel sollte sich nordwärts, bis nach Alençon zurückziehen, das Zentrum und der rechte Flügel sollten eine neue Stellung westlich der Sarthe einnehmen.

### 12. Januar

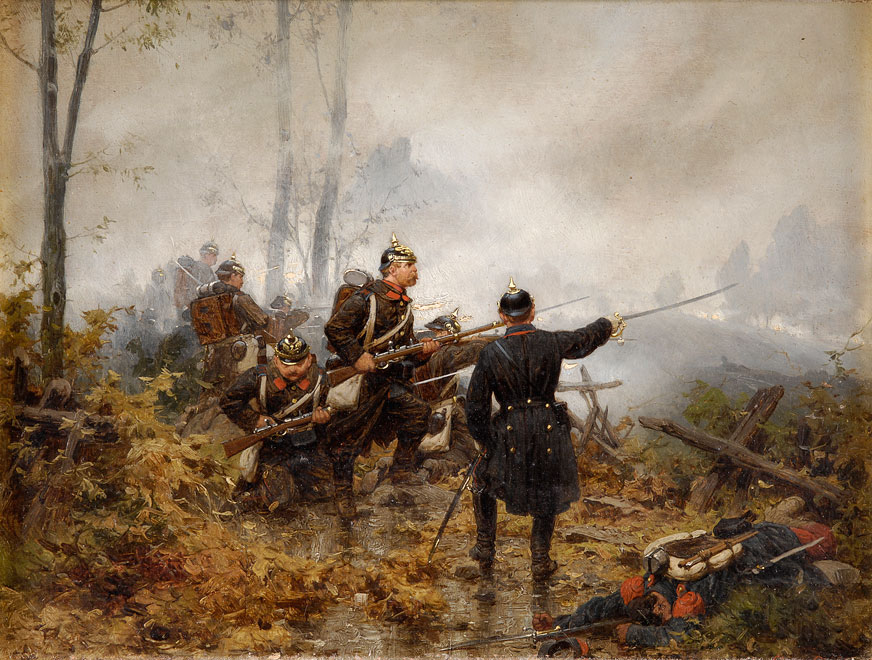
Das Westfälische Infanterie-Regiment Nr. 17 im Kampf bei Le Mans

Der am Vortag erreichte Erfolg im Zentrum wurde ausgeweitet, der Durchbruch bei der Vorstadt Pontlieue erzwungen, Yvré-l’Évêque wurde gestürmt. Die Kämpfe gingen in der Stadt Le Mans weiter, wo bis in die Nacht hinein ein Straßenkampf tobte. Die Kämpfe an der Brücke und der Barrikade bei Pontlieue wurden insbesondere von der 19. und der 5. Division geführt. Die Infanterie-Regimenter Nr. 17 und 91 drangen an der Hauptstraße in die Stadt hinein, das Infanterie-Regiment Nr. 56 besetzte den Bahnhof. Am nördlichen Huisne-Abschnitt fiel Montfort an das XIII. Armeekorps, die 17. und 22. Division rangen vor St. Corneille und La Croix und durchbrachen die Front des französischen XXI. Korps (unter Führung des Schiffskapitäns Jaures) bei Lombron. Die 35. Brigade des IX. Armeekorps ging zur Unterstützung des XIII. Armeekorps auf das Nordufer der Huisne und stieß, ohne Widerstand zu finden, zum Parence-Bach vor.
Der Rückzug der Franzosen durch Le Mans artete in Flucht aus, die Ordnung und Disziplin der Loirearmee löste sich auf und immer mehr Soldaten flohen. Einigen Einheiten gelang ein geordneter Rückzug, es zeigten sich große Unterschiede zwischen den Milizen und den regulären Truppen.

## Folgen
Die Loirearmee war komplett geschlagen. Die deutsche 2. Armee hatte in den letzten sieben Tagen 200 Offiziere und 3200 Mann an Toten und Verwundeten zu beklagen. Etwa 20.000 Gefangene, 17 Geschütze und 2 Fahnen fielen in die Hände der Sieger, bei der Verfolgung durch die 6. Kavallerie-Division (Generalmajor von Schmidt) wurden noch weitere Gefangene gemacht. Fast ein Drittel der Loirearmee war desertiert, weitere 29.000 Mann waren gefallen, verwundet oder in Gefangenschaft geraten. Der übrig gebliebene Rest zog sich unter Zurücklassung eines großen Teils der Ausrüstung und der schweren Waffen nach Westen in Richtung Laval zurück, das am 16. Januar erreicht wurde.
In der Nacht auf den 13. Januar eroberte die zur Verfolgung angesetzte 20. Division das große Lager von Conlie, wo sich die Vorräte der in der Region Bretagne aufgestellten Einheiten befanden. Die Loirearmee war nach den schweren Verlusten keine Bedrohung mehr für die Preußen. Ein Entsatz von Paris war in absehbarer Zeit nicht mehr möglich; eine Reorganisation der Armee und die Weiterführung des Krieges war auch nicht mehr das Ziel von Chanzy. Bis zum Waffenstillstand am 28. Januar kam es mit der Loirearmee zu keinen weiteren größeren Gefechten.